# Anthophora belieri
Anthophora belieri är en biart som beskrevs av Frédéric Jules Sichel 1869. Anthophora belieri ingår i släktet pälsbin, och familjen långtungebin. Inga underarter finns listade i Catalogue of Life.